# Der Wanderer
 (mai 2016).
Si vous disposez d'ouvrages ou d'articles de référence ou si vous connaissez des sites web de qualité traitant du thème abordé ici, merci de compléter l'article en donnant les références utiles à sa vérifiabilité et en les liant à la section « Notes et références ».

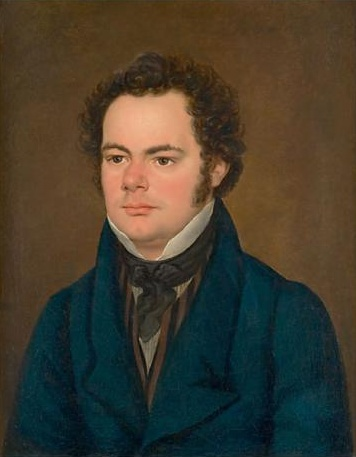
Franz Schubert

Der Wanderer (en français Le Voyageur, D. 489) est un Lied composé par Franz Schubert en octobre 1816 pour une voix et piano. Une version révisée a été publiée à la fin mai 1821 comme numéro 1 de l'opus 4. Les paroles sont extraites d'un poème allemand de Georg Philipp Schmidt von Lübeck (de). La tonalité du lied est fa dièse mineur, le tempo est marqué sehr langsam (très lent). La pièce a 72 mesures. Schubert écrivit un autre lied nommé Der Wanderer sur un poème de Friedrich Schlegel, il s'agit du numéro D 649 en ré majeur.

## Description détaillée deDer Wanderer
Le lied commence avec un récitatif, décrit le cadre : des montagnes, une vallée dans la brume, la mer rugissante. Le voyageur se promène tranquillement, sans joie, et pose, en soupirant, la question : « où ? ».
La section suivante, 8 mesures d'une mélodie lente chantée pianissimo, décrit les sensations du voyageur: le soleil semble froid, les fleurs sont flétries, la vie vieille et fatiguée. Le vagabond (autre traduction possible de Wanderer) exprime la conviction d'être un étranger partout. Cette section de 8 mesures a été utilisée plus tard par Schubert comme thème pour une série de variations formant le second mouvement de la Fantaisie en ut majeur de Schubert.
Puis la musique passe en mi majeur et le tempo augmente. Le voyageur demande : « où est-tu mon pays bien-aimé ? » Cet endroit auquel aspire le voyageur est décrit avec espoir : « le pays où mes roses fleurissent, mes amis se promènent, ma mort se relève » et, enfin, « le pays où on parle mon langage, ô pays, où es-tu? ». Vers la fin de cette section, la musique se fait très animée et constitue le point culminant de la mélodie.
Finalement, la musique revient au tempo lent et à la tonalité d'origine. Après citation de la question « où ? » de l'ouverture, la chanson finit par un « souffle fantomatique » en répondant à la question :  « Où tu n'es pas, là est le bonheur. »  Le morceau se termine en mi majeur (tonalité relative de do dièse mineur).